# .ar
.arは国別コードトップレベルドメイン（ccTLD）の一つで、アルゼンチンに割り当てられている。管理はアルゼンチン外務省が行っている。

## サブドメイン
以下のような種別を表す第二レベルの下での登録も可能である。
- .com.ar - 法人・個人、国内外問わずに誰でも登録可能
- .gov.ar - アルゼンチンの州政府や政府機関
- .int.ar - アルゼンチンに拠点を持つ国際機関や大使館等
- .mil.ar - アルゼンチン軍
- .net.ar - インターネットサービスプロバイダ
- .org.ar - 非営利団体（国内外問わず）
- .edu.ar - 教育機関。管轄はNIC Argentinaではなく、RIU[2]

## 註
1. ↑  http://www.nic.ar/en/faq1.html Q25
2. ↑  http://www.nic.ar/en/faq1.html Q18